# Schroder Oriental Income Fund
Schroder Oriental Income Fund plc ist eine britische Investmentgesellschaft mit Sitz in London.
Das Unternehmen investiert in Aktiengesellschaften, die ihren Sitz im asiatisch-pazifischen Raum haben oder einen erheblichen Teil ihrer Erträge dort erwirtschaften. Das Portfolio des Unternehmens umfasst daneben Staatsanleihen, staatsnahe Anleihen, Unternehmensanleihen und hochverzinsliche Anleihen. Es investiert hauptsächlich in Informationstechnologie, Banken, Immobilien, Kommunikationsdienste und sonstige Finanzwerte (über 80 % im August 2023).
Die Hauptzielregionen sind Australien, Taiwan, Singapur, China, Hongkong und Südkorea.
Im März 2024 beliefen sich die verwalteten Mittel auf insgesamt 729 Mio. Pfund
Die Fondsmanager des Trusts sind Richard Sennitt und Abbas Barkhordar von Schroder Investment Management Limited.
Das Unternehmen ist an der Londoner Börse gelistet und Teil des FTSE 250 Index.